# Jené Morris
Jené Morris, née le 21 juillet 1987 à San Francisco (Californie), est une joueuse américaine de basket-ball.

## Biographie
En seulement trois saisons aux Aztecs (redshirt en 2006-2007), elle marque un record d'interceptions sur une saison avec 293 balles volées, établissant en junior puis en senior deux records consécutifs (100 et 101) sur une saison. Elle est la troisième marqueuse de l'université en carrière, avec un record à 35 unités contre DePaul au tournoi final NCAA. Elle est draftée en 2010 en 11e position par le Fever de l'Indiana.
En 2010-2011, elle commence la saison au club polonais de CCC Polkowice (7,3 points de moyenne) puis rejoint début 2011 le club israélien de Raanana Hertzeliya ,. En 2011-2012, elle joue en Espagne à Girona, qu'elle quitte en février 2012 en raison des difficultés financières du club.

## Records et trophées
- State Farm Coaches' Honorable Mention All-American (2008–09)[8]
- Mountain West Conference Defensive Player of the Year (2008–09)[8]
- All-Mountain West Conference First Team (2008–09)[8]
- Mountain West Conference All-Defensive Team (2008–09)[8]
- Mountain West Conference Championship All-Tournament Team (2008 et 2009)[8]
- San Diego Surf 'N Slam Tournament MVP (2008)[8]
- Preseason All-Mountain West Conference (2008)[8]
- All-Mountain West Conference Second Team (2008)[8]
- Honorable Mention Pac-10 All-Freshman Team (2005–06)[8]